# Alltid på väg (musikalbum)
Alltid på väg är ett musikalbum med den svenska sångerskan Nanne Grönvall. Albumet släpptes hösten 2005 på skivbolaget Lionheart. Våren 2005 hade Nanne tävlat i Melodifestivalen med Håll om mig och blivit framröstad till andra plats efter Martin Stenmarcks Las Vegas, som fick tävla i Eurovisiong Song Contest i Kiev, Ukraina. Efter framgången i Melodifestivalen släppte Nanne samlingsalbumet 20 år med Nanne, som sammanfattade hennes karriär fram till 2005. 
Alltid på väg var Nannes första studioalbum med helt nytt material sedan Alla mina ansikten 2001. Skillnaden mellan Alltid på väg och Alla mina ansikten, var att hon nu använt sig av flertalet nya låtskrivare, medan merparten av spåren på Alla mina ansikten skrevs av Nanne och Peter Grönvall. 

## Singlar
Förutom Håll om mig, släpptes även Om du var min och Jag sträcker mig mot himlen som en dubbel-singel, där den förstnämnda var den större radiohiten. Samtliga dessa tre låtar fanns även med på samlingsalbumet 20 år med Nanne tidigare under 2005. Vidare släpptes Lyckos dig och Många karlar, lite tid på varsin singelskiva. 

## Låtlista
1. Lyckos dig
2. Det fanns en tid
3. Om du var min
4. Ensamhet
5. Shubidudumdum
6. Om du var hos mig
7. Ta det man vill ha
8. Att lära änglar segla
9. Håll om mig
10. Jag vill få dig tillbaks
11. Änglavakt
12. Unik
13. Många karlar, lite tid
14. Jag sträcker mig mot himlen
15. Vem är perfekt?
16. Jag orkar inte älska dig längre
17. Sitter här och älskar dig

## Listplacering
| Lista (2005) | Topplacering |
| ------------ | ------------ |
| Sverige      | 7            |